# NGC 7740
NGC 7740 é uma galáxia lenticular (S0) localizada na direcção da constelação de Pegasus. Possui uma declinação de +27° 18' 45" e uma ascensão recta de 23 horas, 43 minutos e 32,2 segundos.
A galáxia NGC 7740 foi descoberta em 27 de Outubro de 1886 por Guillaume Bigourdan.